# Vilmos Vanczák
Vilmos Vanczák (* 20. června 1983, Miskolc, Maďarsko) je maďarský fotbalový obránce a reprezentant, který v současnosti hraje za švýcarský klub FC Sion.

## Klubová kariéra
Mimo Maďarsko hrál na klubové úrovni v Belgii a Švýcarsku.

## Reprezentační kariéra
V A-mužstvu Maďarska debutoval 30. 11. 2004 na turnaji King's Cup v Bangkoku v zápase proti týmu Slovenska (prohra 0:1).